# Amblytelus
Amblytelus là một chi bọ cánh cứng bao gồm các loài 47 phân bố qua Nam Úc, bao gồm tây nam và dọc bờ biển phía đông tới bắc Queensland. Có 44 loài đã được mô tả.

## Các loài
- Amblytelus balli Baehr, 2004
- Amblytelus barringtonensis Baehr, 2004
- Amblytelus bathurstensis Baehr, 2004
- Amblytelus bellorum Baehr, 2004
- Amblytelus bistriatus Baehr, 2004
- Amblytelus brevis Blackburn, 1892
- Amblytelus brunnicolor Sloane, 1898
- Amblytelus calderi Baehr, 2004
- Amblytelus castaneus Baehr, 2004
- Amblytelus cooki Baehr, 2004
- Amblytelus curtus (Fabricius, 1801)
- Amblytelus discoidalis Blackburn, 1891
- Amblytelus doyeni Baehr, 2004
- Amblytelus fallax Baehr, 2006
- Amblytelus geoffreyorum Baehr, 2004
- Amblytelus gloriosus Baehr, 2004
- Amblytelus handkei Baehr, 2004
- Amblytelus inornatus Blackburn, 1891
- Amblytelus karricola Baehr, 2004
- Amblytelus lawrencei Baehr, 2004
- Amblytelus leai Sloane, 1898
- Amblytelus longior Baehr, 2004
- Amblytelus longipennis Baehr, 2004
- Amblytelus marginicollis Sloane, 1911
- Amblytelus matthewsi Baehr, 2004
- Amblytelus meyeri Baehr, 2004
- Amblytelus minutus W.J.MacLeay, 1871
- Amblytelus monteithi Baehr, 2004
- Amblytelus montiscampi Baehr, 2004
- Amblytelus montiswilsoni Baehr, 2004
- Amblytelus montorum Baehr, 2004
- Amblytelus neboissi Baehr, 2004
- Amblytelus niger Sloane, 1920
- Amblytelus observatorum Baehr, 2004
- Amblytelus pseudepelyx Baehr, 2004
- Amblytelus rugosifrons Baehr, 2004
- Amblytelus simsoni Sloane, 1920
- Amblytelus sinuatus Blackburn, 1892
- Amblytelus spurgeoni Baehr, 2004
- Amblytelus striatus Sloane, 1920
- Amblytelus suturalis Baehr, 2016
- Amblytelus temporalis Baehr, 2004
- Amblytelus walfordi Baehr, 2004
- Amblytelus weiri Baehr, 2004